# Glosar de sexualitate
Prezentul glosar conține termeni din domeniul sexologiei, reproducerii, contracepției și educației sexuale.

## A
- abortiv - substanță sau acțiune care provoacă avort.
- abstinență - abținerea voluntară de la satisfacerea unor necesități fiziologice (cum ar fi sexul) sau a unor vicii.
- abuz sexual - forțarea unei persoane de către altă persoană de a întreține relații sexuale nedorite.

- abuz sexual asupra copiilor - formă de abuz asupra copiilor în care un adult sau un adolescent mai în vârstă abuzează un copil în scopul obținerii unei stimulări de natură sexuală.

- act sexual - formă de interacțiune sexuală care implică contactul fizic și intim între două sau mai multe persoane; acesta poate include o varietate de activități sexuale, cum ar fi penetrarea vaginală, anală sau orală, dar și alte forme de stimulare sexuală, cum ar fi sărutul, mângâierea, stimularea manuală sau orală; vezi și relație sexuală.
- adenom de prostată - creștere în volum a prostatei, datorită unei tulburări hormonale odată cu înaintarea în vârstă, simptomul principal fiind dificultatea de a urina; altă denumire: hiperplazie benignă de prostată.
- afrodiziac - substanță care stimulează impulsurile sexuale.
- agender - persoanele care se identifică cu absența unei identități de gen sau cu un gen neutru.
- agresiune sexuală - actul prin care cineva penetrează vaginul, anusul sau gura cuiva fără consimțământul acesteia, atinge sexual o persoană, se implică în orice formă de activitate sexuală, are contact fizic cu corpul cuiva cu un instrument fie peste sau pe sub haine, ejaculează material seminal pe acea persoană sau emite urină sau salivă pe ea în mod sexual.
- aloerotism - termen opus autoerotismului și care se referă la dorințe sexuale îndreptate către altă persoană.
- anestezie sexuală - pierderea sensibilității genitale, ce duce la disfuncții sexuale.
- anilingus - în cadrul sexului oral și anal, când cineva își folosește gura și limba pentru a atinge și stimula anusul altei persoane; altă denumire: rimming.
- anorgasmie - vezi disfuncție orgasmică primară.
- anorhidie - tulburare a dezvoltării sexuale care constă în lipsa congenitală, accidentală sau prin extirpare chirurgicală a testiculelor.
- androgin - persoană le cărei trăsături fizice și comportamentale este o combinație de caracteristici sau trăsături masculine și feminine.
- anticoncepție - vezi contracepție.
- asexualitate - lipsă a dorinței, a interesului sexual, fără vreun suport organic.
- asexualizare - sterilizare prin ablația ovarelor sau testiculelor.
- atracție sexuală⁠(d) - formă de a simți dorință sexuală pentru o altă persoană și care poate fi determinată de o varietate de factori, inclusiv aspectul fizic, personalitatea, comportamentul și abilitățile sociale ale celeilalte persoane.
- autosexualitate - orientare sexuală în care individul se simte atras de propria sa persoană sau este capabil să experimenteze atracție sexuală și satisfacție exclusiv în raport cu sine însuși.
- aventură de o noapte - contact sexual singular de la care nu există așteptări cu privire la relații suplimentare între participanții sexuali.
- avort - expulzarea spontană sau provocată a embrionului, anterior limitei minime de viabilitate (180 de zile), sau a fetusului, înainte ca acesta să poată trăi în afara organismului matern.

- avort electiv - întrerupere provocată a sarcinii la solicitarea femeii însărcinate.
- avort selectiv - întreruperea cursului unei sarcini în funcție de sexul prognozat al bebelușului.

- avorton - ființă născută înainte de termen; (cu sens depreciativ) om degenerat, cu mari deficiențe (fizice sau psihice).

## B
- balanoplastie - operație de refacere a glandului penian.
- balanotomie - operație chirurgicală de secționare a glandului.
- barieră, metodă (contraceptivă) de ~ - metodă de contracepție care oprește sperma bărbatului să intre în corpul altei persoane; exemple: prezervativul și prezervativul feminin.
- bebe-eprubetă - copil născut ca urmare a unei inseminări artificiale.
- bi-curiozitate - descriere aplicată uneori unei persoane de orientare sexuală heterosexuală care are o oarecare curiozitate sau deschidere către activități sexuale cu o persoană de același sex.
- bigender - persoanele care se identifică cu două identități de gen diferite, care pot fi atât masculine, cât și feminine.
- binar - termen folosit în contextul identității de gen care referă la ideea că există doar două categorii de gen distincte: bărbat și femeie, abordare pusă sub semnul întrebării de către comunitatea LGBTQIA+; vezi și non-binar, gen ~.
- bisexualitate - atacție sexuală față de ambele sexe sau față de orice identitate de gen.
- bivitelin - (despre gemeni) care provine din două ovule fecundate separat; biovular, dizigot.
- blenoragie - boală venerică, contagioasă, caracterizată prin inflamația mucoasei organelor genito-urinare, provocată de un gonococ și care se caracterizează prin mâncărime, senzație de usturime, scurgeri purulente etc; sinonim: gonoree.
- bordel - local unde se practică prostituția; casă de toleranță, de prostituție; lupanar.
- bradimenoree - ciclu menstrual neregulat.
- bradispermie -  întârziere patologică a ejaculării.

## C
- cadână - vezi odaliscă.
- casă de toleranță (sau de prostituție) - vezi bordel.
- call girl - femeie de moravuri ușoare; prostituată.
- camel toe - termen argotic folosit pentru a denumi conturul labiilor mari văzut prin ținuta mulată pe corpul femeilor.
- caractere sexuale secundare - caracteristici fizice care apar după pubertate ca rezultat al maturizării sexuale și anume: dezvoltarea părului pubian și facial și îngroșarea vocii la băieți și creșterea părului pubian și mărirea sânilor la fete; vezi și virilism.
- castrare - provocarea sterilității prin diverse metode:

- chirurgical: sunt eliminate testiculele/ovarele, la bărbat operația este denumită orhiectomie iar la femeie ovarectomie;
- radiologic: prin suprimarea funcțională a glandelor sexuale cu ajutorul razelor X;
- chimic: pe cale medicamentoasă, prin administrarea de compuși chimici sau de hormoni.
- centură de castitate - dispozitiv (metalic) fixat în talie și petrecut printre picioarele unei femei, cu rolul de a o împiedica să aibă relații sexuale.
- chiuretaj - intervenție chirurgicală care constă în îndepărtarea, cu ajutorul unei chiurete, a mucoasei uterine la o femeie gravidă pentru evacuarea produsului de concepție și întreruperea sarcinii (sinonim: raclaj).
- ciclomastopatie - sindrom periodic caracterizat prin tumefacția dureroasă a sânilor, în urma creșterii foliculinei în timpul ciclului menstrual.
- ciclul răspunsului sexual - model de descriere a actului sexual care consideră că acesta este alcătuit din patru faze: excitație, platou, orgasm și rezoluție.
- cisgen - termen care desemnează o persoană a cărei identitate de gen se aliniază sexului atribuit la naștere.
- climax (sexual) - vezi orgasm.
- cloacală, teorie ~ - teorie freudiană a copilului care nu realizează diferența dintre vagin și anus și conform căreia femeia nu ar poseda decât o cavitate și un orificiu, confundat cu anusul, prin care se nasc copiii și se realizează actul sexual.
- coit - vezi copulație.
- coitus interruptus⁠(en)[traduceți] -  metodă nesigură de contracepție, când bărbatul își scoate penisul din vagin înainte de a ejacula; altă denumire: metoda retragerii.
- coming out - procesul de afirmare publică și voluntară a orientării sexuale și a identității de gen.
- comportament sexual compulsiv - vezi hipersexualitate.
- compulsie sexuală - vezi hipersexualitate.
- contracepție - măsură temporară și reversibilă de evitare a sarcinii, constând din utilizarea unei metode sau folosirea unui produs contraceptiv; alte denumiri: anticoncepție, control al fertilității, control al sarcinii.
- contract sexual - termen utilizat mai ales în contextul feminismului, care sugerează obligația femeii de a avea o poziție subordonată față de soț într-o căsnicie de tip patriarhal.
- control al fertilității/ al sarcinii - vezi contracepție.
- copulație - actul împerecherii a doi indivizi de sex opus, prin care elementele sexuale masculine sunt depuse în organele genitale feminine; coit.
- cybersex⁠(en)[traduceți] - (sex cibernetic) dialogul cu cineva despre sex prin chat, prin mesaje, aplicații sau pe internet, într-o cameră de chat sau prin email.

## D
- demigender⁠(d) - persoanele care se identifică cu o identitate de gen care este parțial legată de masculin sau feminin, dar nu se încadrează în aceste categorii în totalitate.
- demisexualitate - orientare sexuală în care persoana nu simte atracție sexuală până la formarea unei legături emoționale.
- dependență sexuală - vezi hipersexualitate.
- diafragmă - contraceptiv mecanic pentru femei; are forma unei mici farfurii din cauciuc sau silicon care, așezată pe colul uterin, împiedică sperma să ajungă la ovule.
- discriminare sexuală - tratament diferențiat al persoanelor în funcție de sex sau de orientare sexuală.

- discriminare sexuală în relațiile de muncă - discriminare sexuală având ca obiect salarizarea, vârsta de pensionare, accesul femeii în funcții de conducere.

- disforie de gen - condiție în care o persoană resimte o disconfort semnificativ și persistent față de relația dintre sexul atribuit la naștere și identitatea de gen cu care se identifică, disconfort poate implica aspecte fizice, sociale și emoționale ale genului.
- disfuncție erectilă - vezi impotență.
- disfuncție orgasmică - inhibarea fazei orgasmice în cadrul actului sexual.

- disfuncție orgasmică primară - disfuncție orgasmică atunci când femeia nu a avut niciodata orgasm și care se datorează unor cauze moștenite; altă denumire: anorgasmie.
- disfuncție orgasmică secundară - disfuncție orgasmică atunci când femeia în antecedente a avut orgasm, însă în prezent este nonorgasmică și care se datorează unor cauze dobândite.
- disfuncție orgasmică situațională - disfuncție orgasmică atunci când femeia a avut orgasm, însă niciodată în cursul actului sexual normal, ci prin masturbare sau prin stimularea de către partener.

- disfuncție sexuală - vezi tulburări de dinamică sexuală.

- disfuncția sexuală de cuplu - formă de disfuncție sexuală care afectează relația sexuală dintre partenerii romantici sau sexuali, cauzată de probleme în comunicare, tensiuni în relația de cuplu sau diferite nevoi sexuale și preferințe.

- dispareunie - tulburare de dinamică sexuală la femei, care constă în dureri violente în timpul contactului sexual.
- dorință (carnală) - atracție erotică, libido.
- dorință sexuală⁠(d) - experiență subiectivă de interes sexual sau de excitare sexuală, care poate fi declanșată de o gamă largă de factori, precum stimuli sexuali, fantasme sexuale, stres, relații intime, hormoni și alți factori individuali sau psihologici.

## E
- ejaculare - eliminarea spermei prin canalul uretral, în urma actului sexual sau a masturbării.

- ejaculare precoce - tulburare de dinamică sexuală care constă în atingerea ejaculării într-un timp foarte scurt de la inițierea actului sexual.

- epididim - mic organ alungit situat în lungul marginii dinapoi și de sus a testiculului, cu un canal (canal deferent) pe unde trece sperma.
- erogen - (despre zone ale corpului) susceptibil a produce o excitație sexuală.
- erogeneitate - capacitatea unei regiuni a corpului de a se comporta ca o zonă erogenă.
- eros:

- (în psihanaliză) ansamblu al pornirilor sexuale și al instinctelor de conservare și perpetuare;
- termen utilizat de psihocritica literară pentru a simboliza dorința erotică și manifestările ei sublimate.
- erotism uretral (sau urinar) - termen din psihanaliza infantilă care exprimă modalitatea de satisfacere a libidoului pin intermediul micțiunii.
- erotomanie - stare patologică sexuală, care se caracterizează prin predominarea obsesiei că individul este iubit de o persoană cu un status social înalt.
- exces de androgeni - vezi hiperandrogenism.
- excitare (sexuală)⁠(en)[traduceți] - intensificarea dorinței sexuale; vezi și: sindromul excitației sexuale persistente.
- exerciții Kegel - set de exerciții fizice pentru tonifierea mușchilor planșeului pelvin; previn riscul apariției incontinenței urinare și au efecte pozitive asupra erecției.

## F
- falus -

- (în antropologia culturală) reprezentare simbolică a penisului erect;
- (în psihanaliză)  organul sexual masculin, considerat simbol al puterii suverane, virile a bărbatului, al diferenței între sexe.
- fantezie sexuală - imagine mentală sau creație a imaginației de natură erotică ce poate duce la excitare sexuală.
- feminism:

- mișcare socială care susține egalitatea în drepturi a femeii cu bărbatul în toate domenile de activitate.
- stare patologică la bărbat, caracterizată prin dezvoltarea trăsăturilor sexuale feminine.
- fertilitate - capacitatea biologică de reproducere, analizată în corelație cu sexualitatea, funcțiile reproductive și comportamentele sexuale care influențează fecundația.
- fetișism - adorație pentru obiecte neanimate sau părți ale corpului persoanei iubite, considerate stimuli pentru excitare și satisfacție sexuală.

- foot fetishism - fetișism care se manifestă printr-un interes deosebit pentru membrele inferioare ale persoanei-partener.

- fibrom uterin - tumoră benignă care se dezvoltă la nivelul stratului muscular al uterului.
- forceps - intrument utilizat în obstetrică în timpul nașterilor dificile pentru a extrage fătul viu; se compune din două piese în formă de lingură care prind între ele capul fătului.
- frigiditate - disfuncție sexuală care constă în reducerea dorinței sexuale, a plăcerii și a interesului față de actul sexual inițiat de partener.

- frigiditate primară - frigiditate prezentă încă de la începutul vieții sexuale, asociată cu atitudinile negative față de sexualitate sau de intimitate, diferite fobii, inhibiție sexuală, educație strict religioasă, masturbare secretă etc.
- frigiditate secundară - frigiditate care se instalează mai târziu, fiind datorată oboselii, stresului, depresiei, sarcinii, histerectomiei sau menopauzei.

## G
- gay - termen care se referă la bărbații care se simt atrași romantic și/sau sexual față de alți bărbați.
- gay porn - reprezentare a activității sexuale între bărbați, scopul fiind stimularea sexuală a publicului homosexual.
- gelozie - emoție complexă care apare atunci când o persoană percepe o amenințare la adresa relației sale intime din partea unui potențial rival; poate include sentimente de nesiguranță, anxietate, furie și frustrare, care rezultă din teama că partenerul ar putea fi atras sau implicat sexual cu altcineva.
- gen:

- (în sociologie) set de așteptări și norme culturale care definesc ce înseamnă a fi bărbat sau femeie într-o anumită societate și care pot include comportamente, roluri sociale, așteptări de aspect fizic și alte aspecte care sunt asociate cu masculinitatea și femininitatea în cultura respectivă.
- (în sexologie⁠(d)) clasificarea biologică a indivizilor în funcție de sexul lor, pe baza caracteristicilor anatomice, fiziologice și hormonale ale corpului și care se bazează pe diferențele biologice observabile între sexe, cum ar fi prezența sau absența organelor genitale, nivelurile de hormoni sexuali, dimensiunea și forma corpului și altele.
- genderfluid⁠(d) - identitate de gen care se schimbă sau se schimbă în funcție de contextul personal sau social sau în care se află persoana.
- genitală, iubire ~ - termen utilizat în psihanaliză pentru a desemna forma de iubire la care subiectul, depășește complexul Oedip și ajunge la împlinirea dezvoltării sale psihosexuale.
- glandele Bartholin - pereche de glande așezate simetric pe fiecare parte a vulvei, în interiorul labiilor mari și care secretă lichid vâscos care ajută la lubrifierea deschiderii vaginale în timpul excitării sexuale; vezi și glandele Skene.
- gonadele - glande care produc gameți (celule sexuale) și hormoni sexuali în organismul uman; la bărbat, gonadele sunt testiculele, care produc spermatozoizi și hormonii androgeni, cum ar fi testosteronul, iar la femeie sunt ovarele, care produc ovule și hormoni sexuali, cum ar fi estrogenul și progesteronul.
- gonoree - vezi blenoragie.

## H
- hărțuire sexuală - infracțiune care constă în pretinderea în mod repetat de favoruri de natură sexuală în cadrul unei relații de muncă sau al unei relații similare, dacă prin aceasta victima a fost intimidată sau pusă într-o situație umilitoare.
- hermafrodit - persoană care are organe de reproducere atât masculine, cât și feminine.
- heteronormativitate - presupunerea implicită că doar relațiile heterosexuale sunt normale sau naturale, ceea ce poate cauza ostracizarea și discriminarea minorităților sexuale și restricționarea drepturilor lor legale și sociale.
- heteropatriarhat - sistem sociopolitic în care genul masculin și heterosexualitatea au supremație asupra altor genuri și alte orientări sexuale.
- hiperandrogenism - tulburare endocrină la femeile de vârstă reproductivă, caracterizată prin producerea în exces de hormoni androgeni și care se manifestă prin: masculinizare, hirsutism, acnee, alopecia, sebumul excesiv și seboree; altă denumire: exces de androgeni.
- hiperplazie benignă de prostată - vezi adenom de prostată.
- hipersexualitate - dorința excesivă de a face sex; alte denumiri: comportament sexual compulsiv, compulsie sexuală, dependență sexuală.
- hipertricoză - vezi hirsutism.
- hirsutism - creștere anormală de păr pe față, pe corp și pe membre, în special la femei, datorită unor tulburări endocrine (cum ar fi hiperandrogenism); altă denumire: hipertricoză.
- histerectomie - îndepărtare chirurgicală, parțială sau totală, a uterului.
- histeroscopie - examinare a cavității uterine cu ajutorul unui instrument optic special.
- homofobie - aversiune față de persoane aparținând LGBTQIA+.
- homosexualitate - atracție sexuală față de indivizi de același sex; sinonime: inversiune sexuală, invertire sexuală.

## I
- identitate de gen - modul în care o persoană se percepe și se identifică în ceea ce privește genul său, adică ca fiind bărbat, femeie, non-binar sau alte genuri; este o parte importantă a identității personale și poate fi diferită de sexul biologic sau de genul atribuit la naștere.
- igienă sexuală - ansamblu de reguli și măsuri privind evitarea bolilor cu transmitere sexuală, a sarcinilor nedorite și îngrijirea zonelor intime.
- impotență - incapacitatea bărbatului de a obține și de a menține erecția necesară desfășurării unui act sexual; altă denumire: disfuncție erectilă.
- incest - raporturi sexuale între rude apropiate, părinți și copii sau frați și surori și care constituie infracțiune.
- infantilism sexual⁠(d) - tulburare de dezvoltare  care se manifestă prin pubertatea întârziată sau absentă.
- infertilitate - incapacitatea de a concepe un copil după un an sau mai mult de relații sexuale regulate, neprotejate; sinonim: sterilitate.

- infertilitate primară⁠(d) - infertilitate la cuplurile care nu au reușit niciodată să conceapă un copil.
- infertilitate secundară - infertilitate la cuplurile care au conceput anterior un copil, dar întâmpină dificultăți în a concepe din nou.

- intimitate emoțională - gradul de deschidere, sinceritate și conexiune emoțională dintre două sau mai multe persoane; este importantă în relații precum cele romantice, de prietenie sau familia.
- intimitate fizică - apropierea corporală și contactul fizic între două persoane, care poate include îmbrățișări, mângâieri, săruturi și activitate sexuală, fiind adesea asociată cu relații romantice și sexuale; vezi și relație intimă.
- iubit(ă) - persoană cu care cineva are o relație romantică sau de dragoste sau cu care este implicat într-o relație afectivă, sau sexuală și față de care există sentimente de afecțiune, atașament și atracție.
- inversiune uterină⁠(d) - deplasare spre înapoi și evaginare în zona perimetrică a uterului.
- inversiune (sau invertire) sexuală - termen care inițial însemna homosexualitate, în prezent, pentru orientare sexuală non-heterosexuală fiind utilizați și termenii gay, lesbianism, pentru a descrie atracția față de persoane de același sex, fără conotații patologizante.

## J
- juisare - vezi orgasm.

## L
- lege (de tip) Romeo şi Julieta - excepție în legislație care recunosc și permit relațiile romantice sau sexuale între adolescenți care sunt aproape de vârsta consimțământului sexual, evitând incriminarea acestor relații atunci când sunt considerate adecvate din punct de vedere al maturității și consensului reciproc.
- lesbianism - atracția emoțională și de obicei erotică a unei femei pentru alte femei; sinonime: safism, tribadism.
- libido - termen folosit în sexologie pentru a descrie nivelul de dorință sexuală sau de apetit sexual al unei persoane.
- lubrifiere - procesul prin care vaginul se umectează în timpul excitării pentru a ușura penetrarea și pentru a reduce disconfortul și durerea în timpul actului sexual; la aceasta participă glandele Bartholin, glandele vestibulare și glandele Cowper.
- lupanar - vezi bordel.

## M
- masochism - perversiune sexuală caracterizată prin apariția plăcerii sexuale numai în urma producerii unei dureri fizice.
- masturbare - autostimularea organelor sexuale pentru atingerea excitației și plăcerii, de obicei până la atingerea orgasmului.
- mariaj de lavandă - căsătorie încheiată pentru a ascunde orientarea sexuală stigmatizată a unuia sau a ambilor parteneri.
- mașină de sex - dispozitiv mecanic utilizat pentru a simula actul sexual uman sau altă activitate sexuală.
- menopauză artificială - suprimare a menstruației, ca urmare a îndepărtării chirurgicale a ovarelor sau a reducerii funcțiilor endocrine ale acestora prin iradierea cu raze Roentgen.
- menstruație - procesul fiziologic prin care mucoasa uterină (endometrul) se desprinde și este eliminată din corp prin vagin; fiind un indicator al ciclului reproductiv feminin și începe la pubertate (menarha) și continuă până la menopauză.
- metoda calendarului - metodă de contracepție care constă în evitarea sexului neprotejat în perioada de fertilitate a femeii; altă denumire: metoda Ogino-Knaus.
- metoda Ogino-Knaus - vezi metoda calendarului.
- metoda retragerii - vezi coitus interruptus.
- micro-cheating - concept care descrie comportamente subtile, aparent inofensive, care pot fi percepute ca o formă de infidelitate emoțională sau socială într-o relație romantică, rețelele sociale jucând un rol important, oferind spații pentru interacțiuni ascunse.
- mixoscopie - perversiune sexuală care constă în obținerea excitației sau satisfacției sexuale prin contemplarea actului sexual săvârșit de un cuplu care știe că este privit; vezi și voaiorism

## N
- necrofilie - parafilie care constă în atracție sexuală morbidă pentru cadavre.
- nimfomanie - hipersexualitate la femei manifestată printr-un libido exagerat și o excitație sexuală continuă; sinonime: estromanie, mitromanie.
- non-binar, gen ~ - termen care se referă la persoanele care nu se identifică în mod exclusiv cu niciuna dintre cele două categorii tradiționale de gen (bărbat sau femeie), cum ar fi queer, agender, genderfluid, bigender, demigender sau alte identități de gen personalizate.

## O
- operație de schimbare de sex - procedura chirurgicală prin care aspectul fizic și funcțiile caracteristicilor sexuale existente ale unei persoane transgen sunt modificate pentru a semăna cu sexul identificat.
- orgasm - momentul culminant al excitației sexuale, ce apare la încheierea actului sexual (fiind cuprins între faza de platou și cea de rezoluție) și care constă într-un nivel înalt de voluptate; alte denumiri: climax, juisare.

- orgasm de travaliu - orgasm feminin care apare în timpul nașterii.
- orgasm uterin - orgasm resimțit la nivelul uterului.

- orientare sexuală - termen care se referă la sexul de care se simte atras o persoană, prin sentimente și sexualitate și care poate fi: heterosexuală, homosexuală, bisexuală.
- ortogenie - control al nașterilor.
- ovar - fiecare dintre cele două glande de reproducere ale femeii, unde se formează și cresc ovulele.
- ovul - celulă reproducătoare feminină.
- ovulație - procesul prin care un ovar eliberează un ovul matur în trompa uterină, unde poate fi fertilizat de un spermatozoid; are loc la aproximativ 12-16 zile înainte de începutul următoarei menstruații.

## P
- pansexualism - teorie freudiană care exagerează rolul instinctului sexual în viața psihică.
- parafilie - vezi perversiune sexuală.
- parteneriat înregistrat - vezi uniune civilă.
- partidă - contact sexual considerat ca divertisment și performanță, de obicei între persoane necăsătorite.
- penetrare - introducerea penisului în vagin sau anus în timpul actului sexual.
- perioadă refractară - intervalul de timp dintre un orgasm și momentul când persoana este pregătită să fie din nou activă sexual; vezi și ciclul răspunsului sexual.
- perioadă "sigură" - cea mai nefavorabilă perioadă pentru concepție, determinată ținându-se cont de perioada de ovulație din cadrul ciclului menstrual; vezi și metoda calendarului.
- perversiune sexuală - deviere până la patologic a unor tendințe sau instincte datorită unor tulburări psihice, astfel încât satisfacția sexuală se obține în mod nefiresc, prin acte de cruzime asupra sa însuși ori a partenerului, sau fără partener; altă denumire: parafilie.
- platou - fază staționară în decursul actului sexual, cuprins între excitație și orgasm când, la bărbați, testiculele se vor contracta și depărta de corp, iar la femei, clitorisul se contractă și devine extrem de sensibil.
- poluție - scurgere spontană a lichidului seminal la bărbat, mai ales în timpul nopții, în afara actului sexual.
- pornografie din răzbunare - formă de violență psihologică care constă în publicarea unor materiale video sau foto, din viața intimă a unei persoane, fără ca aceasta să își dea acordul; denumire engleză: revenge porn.
- preeclampsie - tulburare a sarcinii caracterizată prin hipertensiune arterială și prezența proteinelor în urină.
- prezervativ - mic tub elastic închis la un capăt, folosit de bărbați în timpul contactului sexual prin fixare pe penis, ca protector împotriva bolilor venerice sau ca mijloc anticoncepțional.
- prezervativ feminin⁠(en)[traduceți] - mijloc de contracepție de tip barieră care, introdus în vagin, împiedică sperma să se întâlnească cu ovulele.
- priapism - stare de erecție a penisului prelungită în mod anormal, adesea dureroasă și neurmată de ejaculare.
- prostată - organ musculos și glandular care înconjoară porțiunea inițială a uretrei și care aparține aparatului genital masculin.
- punctul G -  zonă de sensibilitate a corpului situată în vagin și care se găsește aproximativ la 5-8 centimetri în interiorul vaginului pe partea superioară, spre abdomen.

## Q
- queer - termen care descrie persoanele sau comunitățile care nu se identifică în mod tradițional cu orientarea sexuală și/sau identitatea de gen heterosexuală și binară (masculin/feminin).

## R
- raclaj - vezi chiuretaj.
- relație sexuală - interacțiunea sexuală dintre doi parteneri romantici sau sexuali, care poate include nu numai actul fizic (act sexual), ci și aspecte precum intimitatea, comunicarea, satisfacția reciprocă și dorința sexuală.
- revenge porn - vezi pornografie din răzbunare.
- revoluția sexuală -  fenomen cultural și social care a avut loc în anii 1960 și 1970 în spațiul occidental, care a promovat ideea că sexul ar trebui să fie o experiență plăcută și satisfăcătoare pentru toți participanții și a încurajat o deschidere față minorități sexuale.
- rezoluție - fază din cadrul actului sexual care marchează începutul perioade refractare și în care mușchii încep să se relaxeze, tensiunea arterială și ritmul cardiac scad, iar corpul devine mai puțin receptiv la stimularea sexuală.
- rimming - vezi anilingus.
- rizz - termen argotic, folosit în special în media de socializare, care desemnează abilitatea cuiva de a seduce sau de a atrage un potențial partener prin farmec personal, încredere în sine și carismă.
- rol de gen - așteptări și comportamente asociate cu statutul social de bărbat sau de femeie într-o anumită cultură sau societate și care include tradiții, norme și valorile care definesc ce este considerat a fi adecvat sau inadecvat pentru fiecare gen în ceea ce privește atitudinile, comportamentele și rolurile sociale.

## S
- safism - vezi lesbianism.
- salpingografie - radiografierea trompei uterine prin introducerea în lumenul acesteia a unei substanțe de contrast.
- sarcină - starea fiziologică ce rezultă din fertilizarea unui ovul de către un spermatozoid, urmată de implantarea și dezvoltarea unui embrion în uterul femeii și care se finalizează prin nașterea unui copil.

- sarcină la adolescente - stare de graviditate care apare la o fată tânără, în special minoră și care poate fi consecința unei relații sexuale neconsensuale și care poate prezenta riscuri crescute atât pentru sănătatea fizică, cât și pentru cea emoțională a mamei și a copilului.

- scopofilie - vezi voaiorism.
- sex cibernetic - vezi cybersex.
- sex ocazional⁠(en)[traduceți] - activitate sexuală între persoane care nu sunt parteneri sexuali stabiliți sau care nu se cunosc.
- sexologie⁠(d) - știință care studiază sexualitatea umană și comportamentul sexual uman; aceasta se ocupă cu cercetarea, analiza și descrierea aspectelor fiziologice, psihologice, sociale și culturale ale sexualității umane, inclusiv probleme legate de identitatea de gen, orientarea sexuală, disfuncții sexuale, contracepție, boli cu transmitere sexuală, educație sexuală etc.
- sex sigur⁠(en)[traduceți] - modalități de a face sex care reduc riscul de sarcină și de infecții cu transmitere sexuală.
- sexualitate fluidă - orientare sexuală în care atracția unei persoane nu este fixă sau rigidă în ceea ce privește genul partenerilor către care se simt atrași.
- schimbare de sex - vezi operație de schimbare de sex.
- sindromul excitației sexuale persistente - disfuncție sexuală care se manifestă la femei și care constă într-o stare continuă de extaz, cu senzația de orgasm, care nu dispare în urma actului sexual; vezi și nimfomanie.
- sterilitate - vezi infertilitate.

## T
- tampon - tub din material absorbant care este introdus în vagin pentru a absorbi sângele femeii când este la menstruație.
- transfobie - atitudinea reticentă față de o persoană transsexuală.
- transgender - termen care descrie o persoană căreia, la naștere, i s-a atribuit o anumită identitate de gen, dar ulterior aceasta se va considera ca aparținând sexului opus; vezi și transsexualism.
- transsexualism - constituție psihologică legată de identitatea de gen, caracterizată prin convingerea fermă a unei persoane că ar aparține sexului opus și uneori dorința obsedantă de a-și schimba sexul; vezi și transgender.
- travestism - perversiune sexuală constând în adoptarea ținutei vestimentare a sexului opus.

- travestism bivalent - purtarea de îmbrăcăminte a sexului opus (travesti) pentru a se bucura de o experiență sexuală temporară, fără a avea dorința de schimbare definitivă a sexului.
- travestism fetișist - purtarea îmbrăcăminții sexului opus pentru a obține în principal excitarea sexuală și pentru a crea înfățișarea unei persoane de sex opus.

- triunghi amoros⁠(d) - relație complexă în care trei persoane sunt implicate emoțional și/sau sexual, adesea conducând la conflicte de loialitate, gelozie și tensiune interpersonală.
- tulburări de dinamică sexuală - condiții patologice care influențează negativ desfășurarea activității sexuale, afectând fie excitația, fie orgasmul sau cauzând un act sexual dureros; altă denumire: disfuncție sexuală.

## U
- uniune civilă - termen care indică faptul că relația unui cuplu este recunoscută din punct de vedere juridic - nu întotdeauna cu aceleași drepturi și/sau beneficii ca în cazul căsătoriei; altă denumire: parteneriat înregistrat.
- uter - organ al aparatului genital feminin, situat deasupra vaginului și destinat să conțină ovulul fecundat până la dezvoltarea completă a fătului.

- uter retrovers - malformație congenitală care constă în poziționarea anormală a uterului, fiind înclinat către spate.

## V
- vaginism - disfuncție sexuală care constă în contracție spasmodică dureroasă a mușchiului constrictor al vaginului.
- vasectomie⁠(en)[traduceți] - metodă de contracepție prin rezecția canalelor deferente.
- vârstă a consimțământului - vârsta la care o persoană poate, în mod normal, consimți în mod legal la un act sexual.
- vibrator - jucărie sexuală⁠(en)[traduceți] cu baterii, de regulă sub forma unui penis, care poate oferi orgasme prin vibrații pe clitoris sau prostată, în interiorul vaginului sau anusului.
- viol - infracțiune care constă în fapta unei persoane de a avea raport sexual cu altă persoană prin constrângerea acesteia sau profitând de imposibilitatea ei de a se apăra sau a-și exprima voința.
- virilism - dezvoltare a caracterelor sexuale secundare masculine la o femeie, ca urmare a unor tulburări endocrine.
- voaiorism (sau voyeurism) - tulburare care constă în plăcerea în a asista, fără a fi văzut, pentru satisfacerea propriilor porniri erotice, la un act sexual sau la o scenă erotică sau de a vedea părțile intime ale altei persoane; altă denumire: scopofilie; vezi și mixoscopie.